# Haplophyllum suaveolens
Haplophyllum suaveolens är en vinruteväxtart som först beskrevs av Dc., och fick sitt nu gällande namn av G. Don fil.. Haplophyllum suaveolens ingår i släktet Haplophyllum och familjen vinruteväxter. Utöver nominatformen finns också underarten H. s. cilicicum.